# Abu-Ayyub al-Ansarí
Khàlid ibn Zayd ibn Kulayb an-Najjarí (àrab: خالد بن زيد بن كليب النجاري, Ḫālid ibn Zayd ibn Kulayb an-Najjarī), més conegut, després de la seva conversió, com Abu-Ayyub al-Ansarí (àrab: أبو أيوب الأنصاري, Abu Ayyūb al-Anṣārī) (vers 600-672) fou un dels companys del profeta Mahoma.
Quan Mahoma va emigrar a Medina es va instal·lar a casa seva. Va servir a totes les campanyes de Mahoma.
Sota el califa Alí fou nomenat governador de Medina, però va haver d'anar a Iraq quan Ali fou amenaçat per 3000 guerrers dirigits per Busr ibn Abi-Artat i proporcionats per Amr ibn al-As. Va participar en diverses batalles del temps d'Alí.
Amb Muàwiya I va participar en l'atac a Xipre i en l'expedició a Constantinoble dirigida per Yazid ibn Muàwiya. Va morir de disenteria en el setge de Constantinoble el 672. Es va enterrar a la mateixa muralla de la ciutat.
Els romans d'Orient van respectar la tomba i per un temps fou lloc de pelegrinatge on s'anava a pregar en temps de sequera, fins que va restar abandonada; fou retrobada, en temps del setge de la ciutat per Mehmet II, segons un relat dels fets detallat que fa Leunclavius a Historiae musulmanae. Sobre la tomba es va construir una mesquita el 1458, després engrandida.